# Едомская Рочуга
Едомская Рочуга (устар. Верхняя Рочуга) — река в России, протекает по Архангельской области. Устье реки находится в 5 км по левому берегу протоки Едомский Полой. Длина реки составляет 16 км.

## Бассейн
По порядку от устья:
- Кангоя (лв);
  - Едома (пр);
- Верхняя Рочуга (лв)[2].

## Данные водного реестра
По данным государственного водного реестра России относится к Двинско-Печорскому бассейновому округу, водохозяйственный участок реки — Мезень от водомерного поста деревни Малонисогорская и до устья. Речной бассейн реки — Мезень.
Код объекта в государственном водном реестре — 03030000212103000048821.